# 姨捨サービスエリア

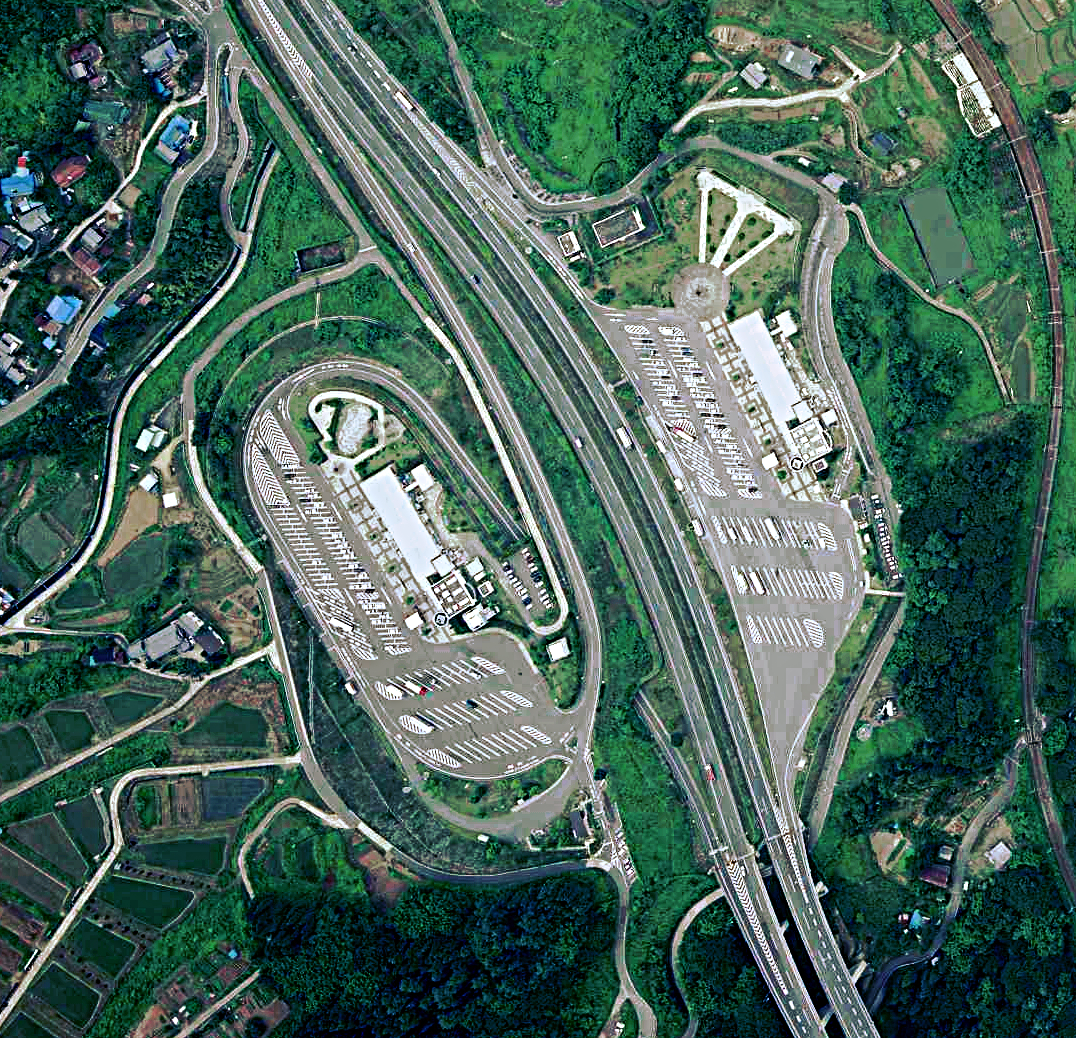
姨捨SAの航空写真。

姨捨サービスエリア（おばすてサービスエリア）は、長野県千曲市の長野自動車道上にあるサービスエリアである。

## 概要

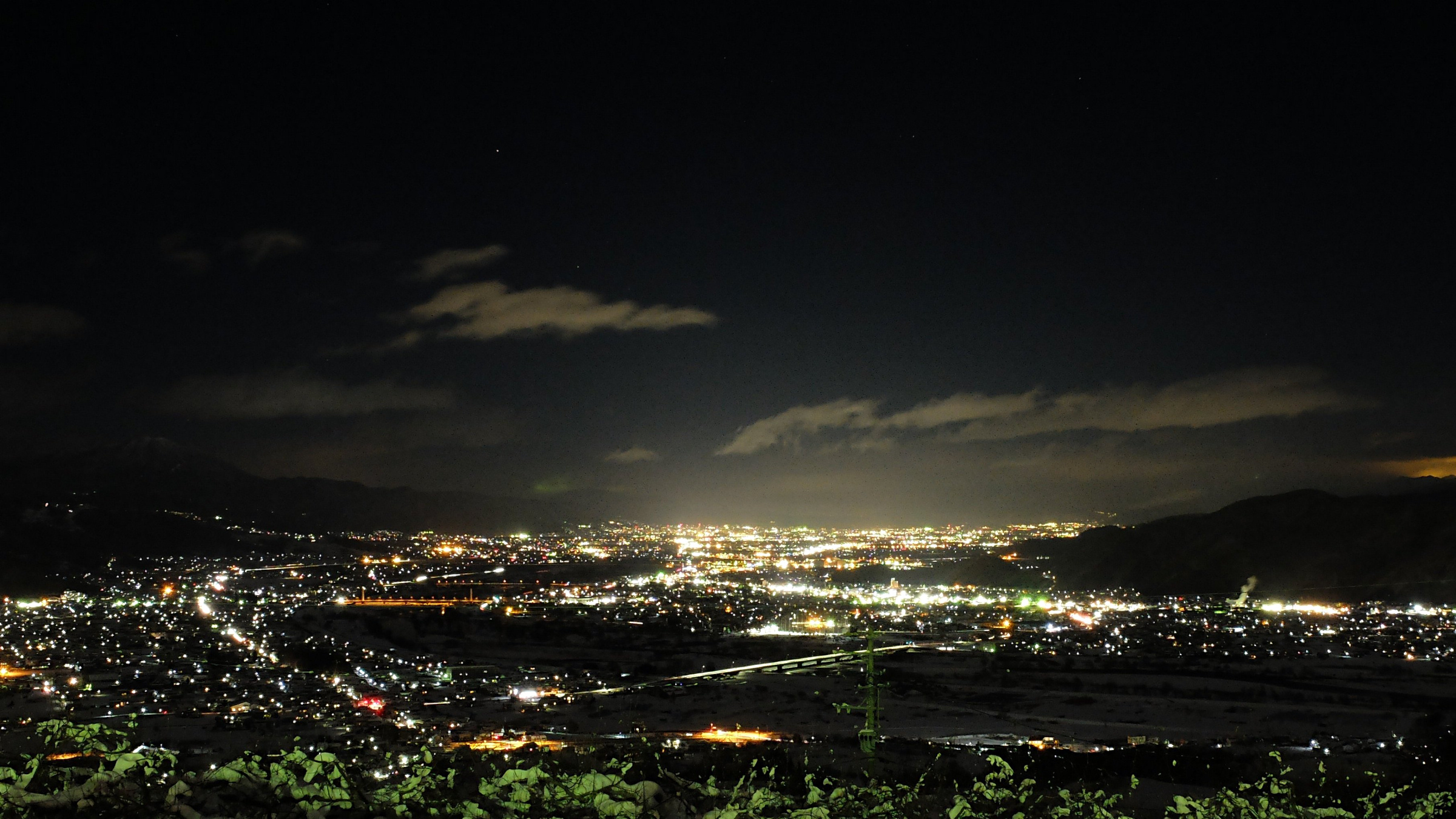
姨捨サービスエリア（上り線）より千曲市方向の夜景

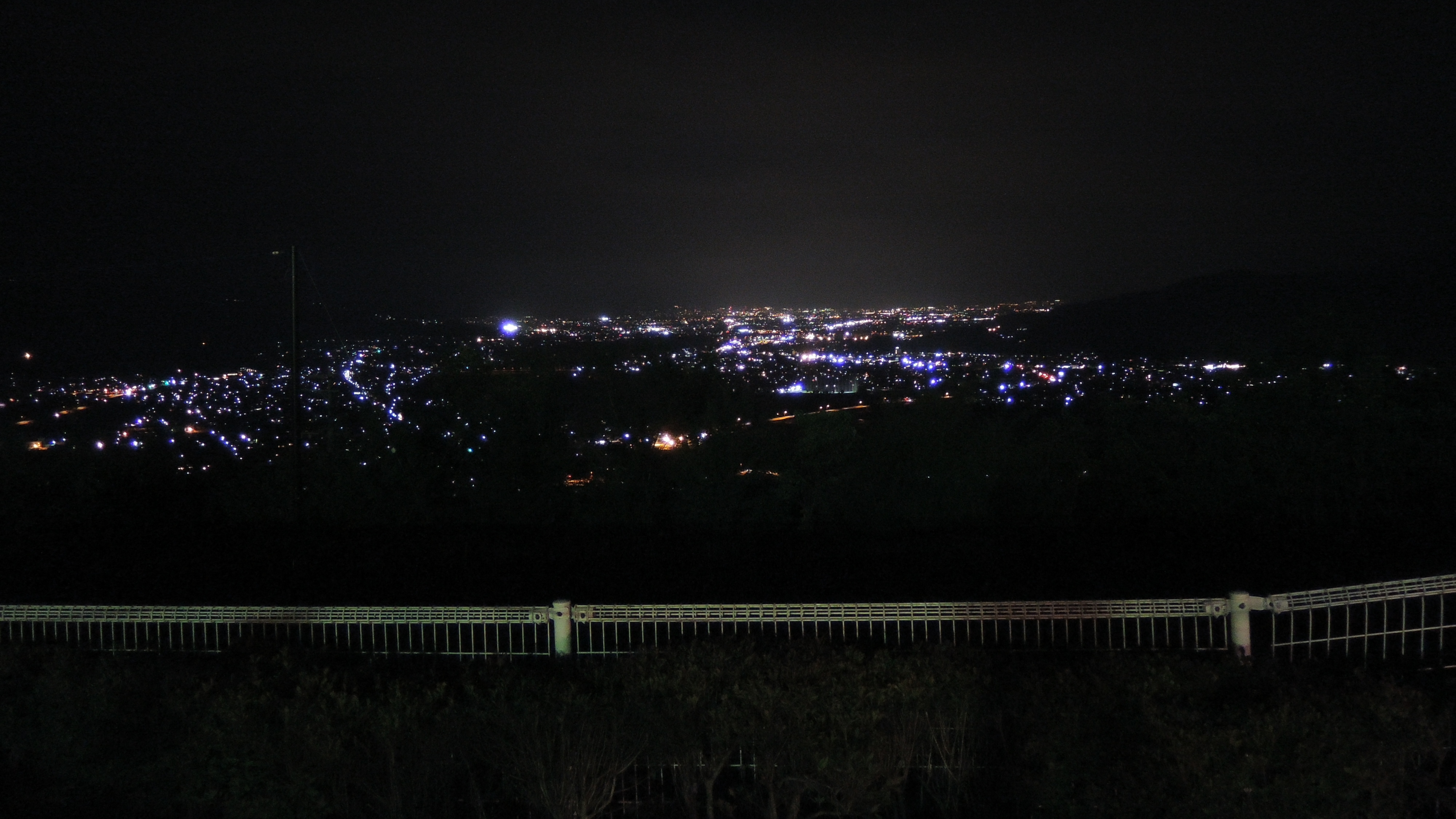
長野市方面の夜景

日本三大車窓に数えられるJR篠ノ井線・姨捨駅と同じく、善光寺平が見渡せる絶景地であり、「日本の夜景100選」、「日本夜景遺産」に選定されている。姨捨地区からの景観は長野県下に5箇所ある国指定の名勝の内の1つに数えられている。
古来から月見の名所は田毎の月の棚田と境内の姨岩、それらを所有した長楽寺の周辺であった。明治期に標高の高い位置に鉄道が通り、駅も設置されたことから姨捨のエリアが広がった。平成に入ってさらに高い所に高速道路が通って景勝の楽しめるSAが設けられた。「姨捨」のエリアは時代と共に拡大してきている。
眼下の景色すべてが川中島の戦いの戦場であった。またこのSAの西上部に見える大池地区は真田信之の妃小松姫が徳川家康の養女として輿入れの際に化粧料として与えられた地と伝わり、今もそれにまつわる百八灯と云う盆行事（送り火）が伝承されていて燃え上がる炎を火事と見誤った利用客から通報されることもある。
国土交通省のETC利用促進政策により、2005年（平成17年）4月21日から2006年（平成18年）9月30日まで社会実験として、ETC専用のスマートインターチェンジが設置され、2006年10月1日より恒久化されている。上り線（安曇野IC・松本IC・中央道方面）への入口と、下り線（同方面）からの出口のみ、利用可能車種は軽自動車と普通車に限られている。24時間利用可能。
インフォメーションサービスおよびFAXサービスは終了した。
2014年（平成26年）3月29日に、上り線側エリアが「ドラマチックエリア姨捨」としてリニューアルオープンした。

## 道路
- E19 長野自動車道（6-1番）

## 施設
- 施設運営は上下線ともアルピコ交通。
- 上下線とも給油施設はない。

### 上り線（東京・名古屋方面）

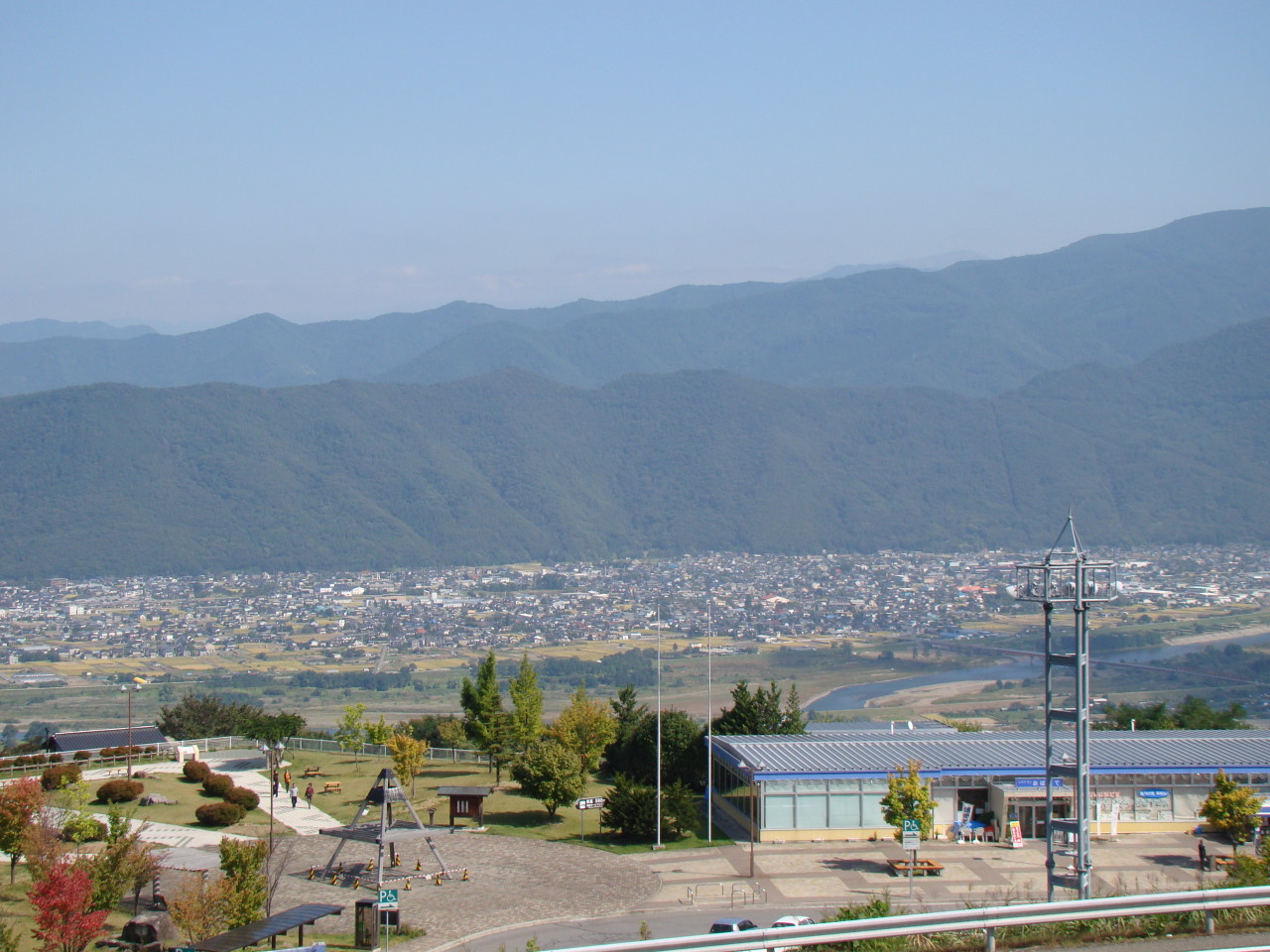
千曲駅方面の景色と旧 上り施設

- 駐車場
  - 大型：29台
  - 小型：110台
- トイレ
  - 男性：大6（和式1・洋式5）、小12
  - 女性：21（和式2・洋式19）
    - 同伴の男児用：1

  - 車椅子用：1
- フードコート（7:00-22:00）
- カフェ（8:00-18:00）
- ショッピング（7:00-22:00）
- 自動販売機
- ハイウェイ情報ターミナル
- 給電スタンド（24時間）
- 姨捨バスストップ
- エリアスタンプは長楽寺、田毎の月である。

### 下り線（長野方面）
- 駐車場
  - 大型：36台
  - 小型：118台
- トイレ
  - 男性：大6（和式1・洋式5）、小12
  - 女性：21（和式2・洋式19）
    - 同伴の男児用：1

  - 車椅子用：1
- レストラン（11:00-15:00）
- フードコート（7:00-22:00）

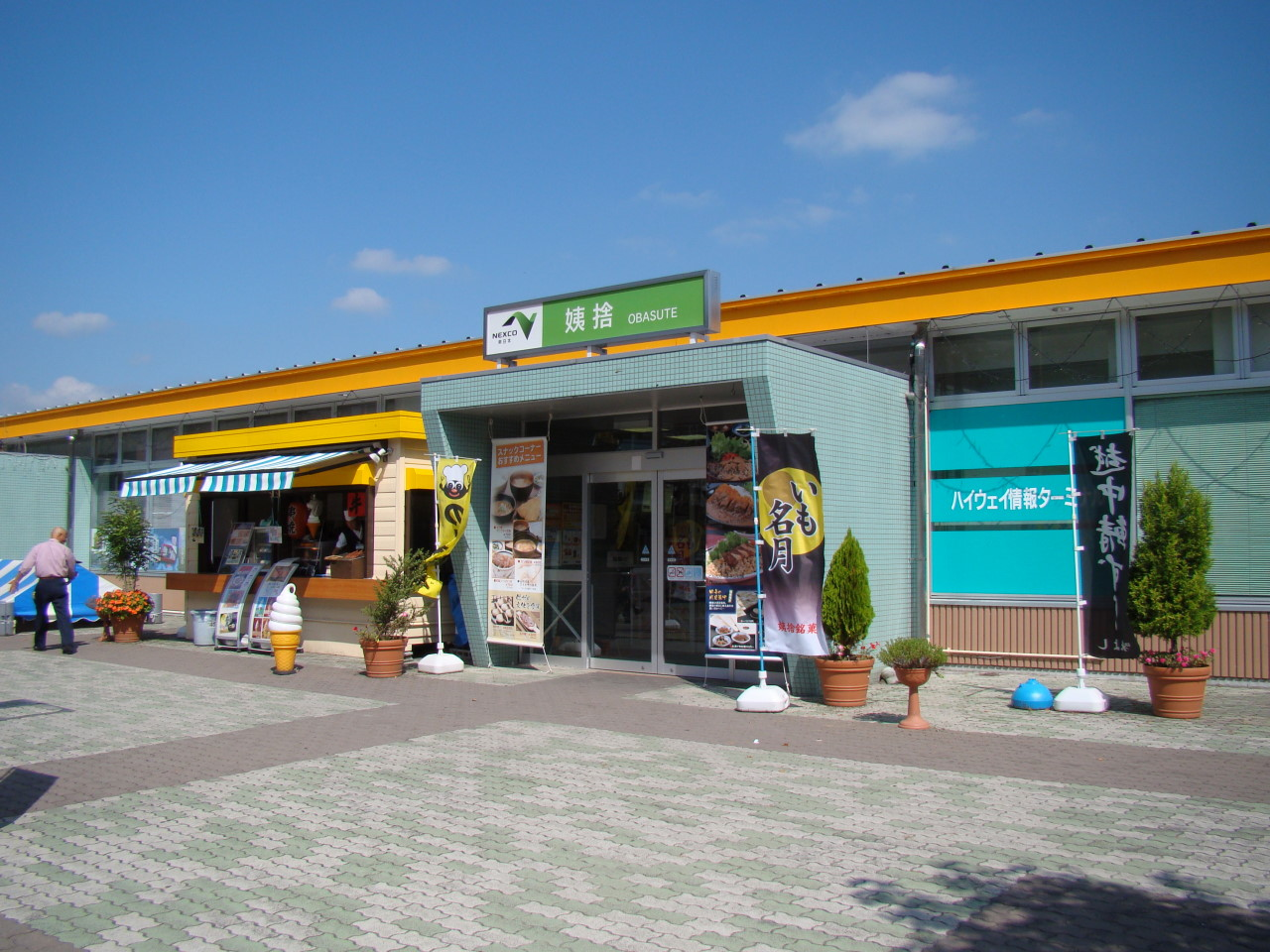
姨捨サービスエリア（下り線）

- ベーカリーコーナー（7:00-14:00）
- ショッピング（7:00-22:00）
- 自動販売機
- ハイウェイ情報ターミナル
- 給電スタンド（24時間）
- 姨捨バスストップ
- エリアスタンプは善光寺平の夜景、あんずの里である。

## 姨捨バスストップ
姨捨バスストップ（おばすてバスストップ）は、長野県千曲市の長野自動車道 姨捨SA内に併設されている高速バス停留所である。
本停留所に停車する高速バスは、旅客案内上の停留所名を「長野道姨捨」（ながのどうおばすて）と案内している。
姨捨SA内に設置された関係上、長野方面と松本方面のバス停が互いにかなり離れている。

### 停車する路線
- 長野 - 京都・大阪（梅田）線（アルペン長野号、アルピコ交通・阪急バス）
麻績BS - 姨捨BS - 更埴BS
- 長野 - 名古屋線（アルピコ交通・名鉄バス）
安曇野BS - 姨捨BS - 更埴BS
- 長野 - 飯田線（みすずハイウェイバス、アルピコ交通・伊那バス・信南交通）
坂北BS - 姨捨BS - 長野インター前
- 長野 - 松本線（アルピコ交通）
坂北BS - 姨捨BS - 長野インター前
- 須坂・長野 - 京都・大阪線（トラビスジャパン）
京都／梅田 - 姨捨BS - トラビス更埴インター

## 周辺
- 姨捨駅 徒歩約1km
- 姨捨山
- 長楽寺
- 千曲川展望公園
- 川中島
- 聖高原
- 聖高原スキー場
- 聖山高原県立公園

## 隣
E19 長野自動車道
(6) 麻績IC - (6-1) 姨捨SA/スマートIC - (7) 更埴IC